# Charles H. Russell

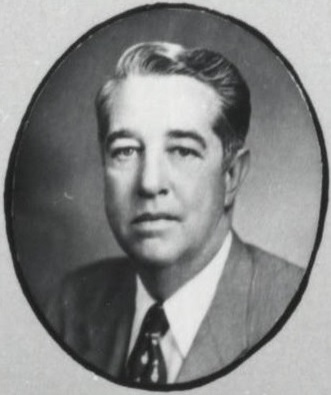
Charles H. Russell.

Charles Hinton Russell, född 27 december 1903 i Lovelock, Nevada, död 13 september 1989 i Carson City, var en amerikansk republikansk politiker. Han var den 20:e guvernören i delstaten Nevada 1951-1959.
Russell utexaminerades 1926 från University of Nevada. Han arbetade sedan som lärare.
Russell var ledamot av Nevada State Assembly, underhuset i delstatens lagstiftande församling, 1935-1940. Han var därefter ledamot av delstatens senat 1941-1946 och ledamot av USA:s representanthus 1947-1949. Han lyckades inte bli omvald till representanthuset.
Han tjänstgjorde två mandatperioder som guvernör. Hans grav finns på Dayton Cemetery i Dayton, Nevada.